# Партенштайн
Партенштайн (нім. Partenstein) — громада в Німеччині, знаходиться в землі Баварія. Підпорядковується адміністративному округу Нижня Франконія. Входить до складу району Майн-Шпессарт. Центр об'єднання громад Партенштайн.
Площа — 10,47 км2. Населення становить 2816 ос. (станом на 31 грудня 2020).

## Галерея

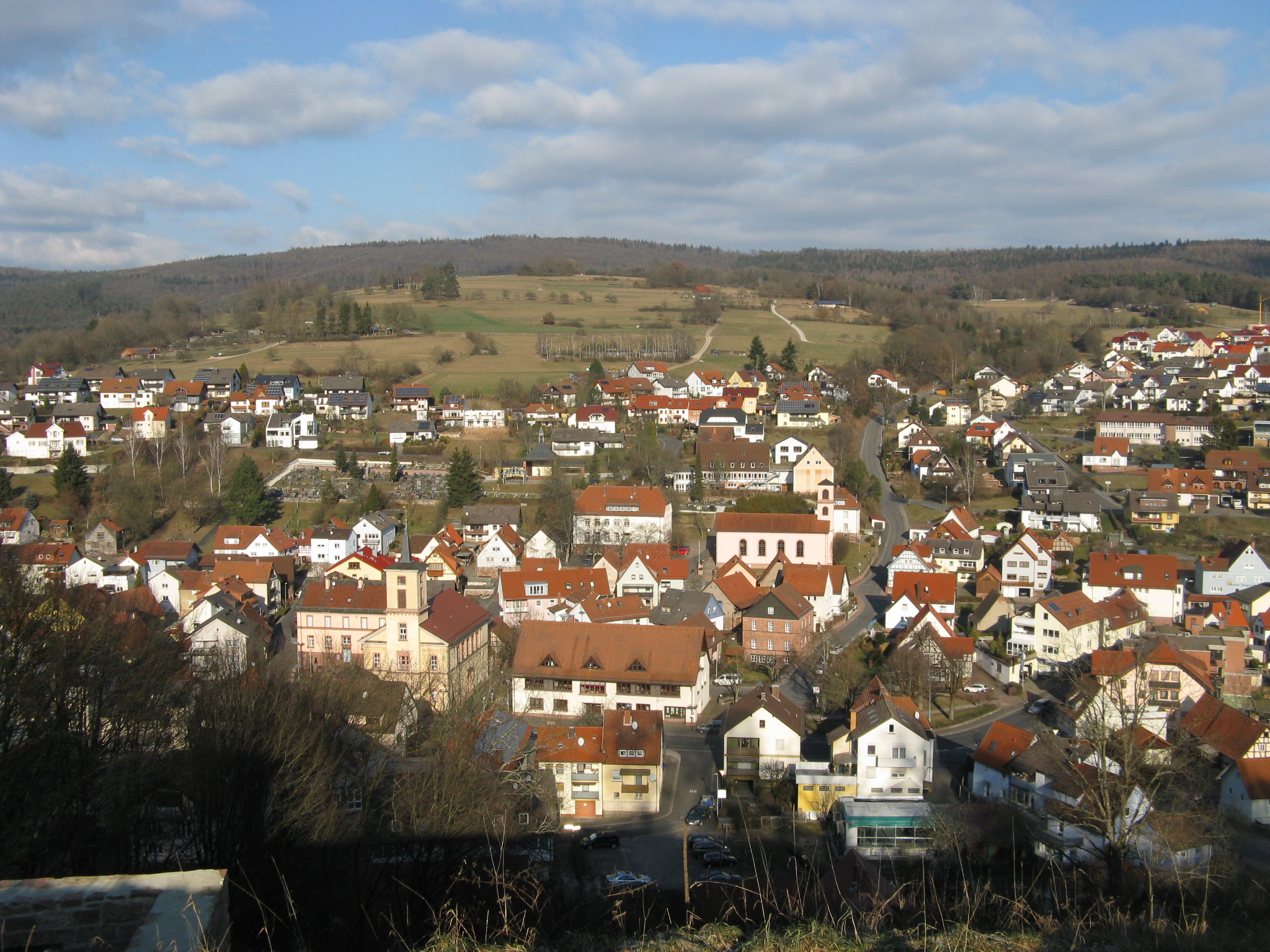
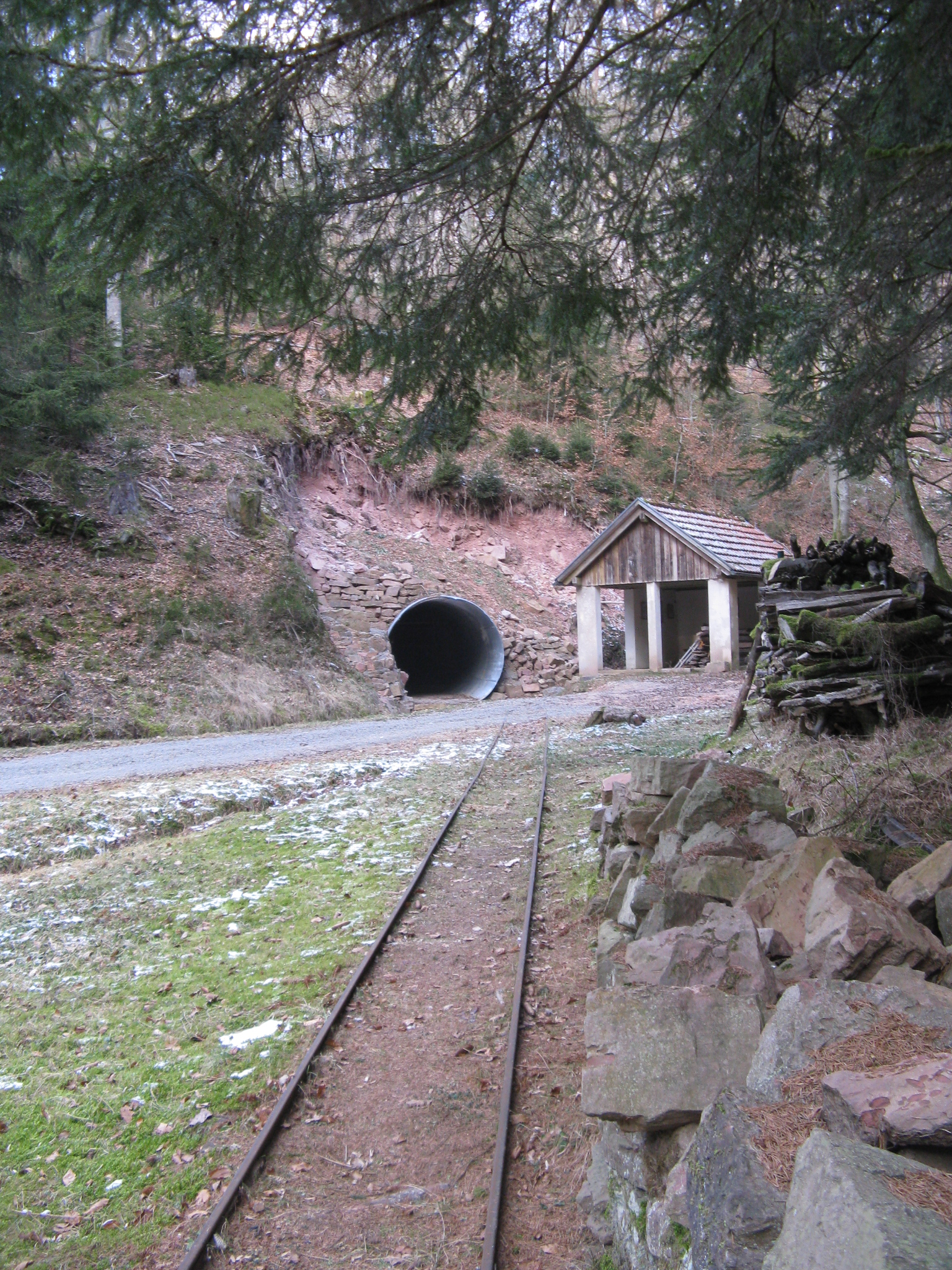